# Touzac (Lot)
Touzac é uma comuna francesa na região administrativa de Occitânia, no departamento de Lot. Estende-se por uma área de 4,89 km². Em 2010 a comuna tinha 380 habitantes (densidade: 77,7 hab./km²).